# Tao (povijesna regija)
Tao (gruz. ტაო) je povijesni gruzijski okrug i dio povijesne regije Tao-Klardžetije, danas dio istočne Anadolije u Turskoj. Ime mu potječe od drevnih proto-gruzijskih stanovnika ovog područja, poznatih kao Taoči (Taočebi).
Prva državna formacija na teritoriju Taoa bila je unija plemena Diaoha (12. stoljeće pr. Kr.). Pokrajina je opisana u Ksenofontovoj Anabazi u 4. stoljeću pr. Kr., koji prolazi ovom zemljom s deset tisuća Grka.
Nakon podjele Armenije 387. godine između Sasanida i Rima, regija je došla pod kontrolu Perzije, a nakon 591. prešla je caru Mauriciju. Do kraja 8. stoljeća, regija je bila dio nasljedstva armenske obitelji Mamikonian.
Prema Krzysztofu Stopki, u 8. stoljeću Gruzija je zauzela Tajk, čije je stanovništvo većinom bilo armensko. Od 9. stoljeća regija je postala dio Tao-Klardžetije, kojom su vladali gruzijski Bagratidi. Kao rezultat toga, demografija provincije promijenila se u korist Gruzijaca, koji su bili većina potkraj 10. stoljeća, ali bilo je primjetno i armensko stanovništvo.
Od 1878. godine teritorij nekadašnjeg Taoa bio je dio Ruskog Carstva. Do 1919. godine bio je dio neovisne Gruzijske Demokratske Republike. Nakon sovjetizacije Gruzije, ovu regiju, prema Karškom ugovoru, boljševici su predali Turskoj. Gruzijsko stanovništvo ovih mjesta podvrglo se preseljenju u unutarnja područja Turske.